# Список заслуженных мастеров спорта Республики Беларусь по греко-римской борьбе
Почётное спортивное звание, присваивается с 1994 года.
Девяти спортсменам сборной БССР по классической борьбе было присвоенно звание заслуженный мастер спорта СССР:
Михаил Мирский (1948),
Олег Караваев (1960),
Владимир Зубков (1971),
Леонид Либерман (1973),
Игорь Каныгин (1981),
Михаил Прокудин (1984),
Камандар Маджидов (1984),
Анатолий Федоренко (1990),
Сергей Демяшкевич (1991).

## 1997
- Лиштван, Сергей Николаевич
- Павлов, Александр Валерьевич
- Циленьть, Валерий Антонович

## 2000
- Копытов, Владимир Николаевич
- Дебелко, Дмитрий Владимирович

## 2004
- Макаренко, Вячеслав Николаевич

## 2008
- Семёнов, Михаил Владимирович

## 2010
- Кикинёв, Александр Фёдорович

## 2011
- Дейниченко, Тимофей Александрович

## 2012
- Селимов, Алим Максимович
- Тожиев, Элбек Худойназарович

## 2016
- Гамзатов, Джавид Шакирович